# Норман Дуглас

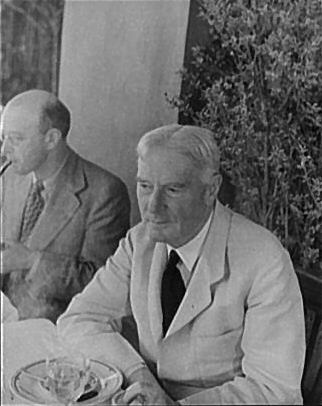
Норман Дуглас. Світлина Карла Ван Вехтена, 1935

Джордж Норман Дуглас (англ. George Norman Douglas, 8 грудня 1868, Тюринген, Австро-Угорщина (нині земля Форарльберг) — 7 лютого 1952, Капрі) — англійський прозаїк.

## Життєпис
Із заможної та знатної родини, батько — шотландець, власник ткацької фабрики, мати — німецька дворянка. Народився на віллі сім'ї в Австрії. У шестирічному віці втратив батька, виховувався в батьківському домі в Шотландії. Навчався у Великій Британії (1877—1883) та Німеччині (1883—1889, Карлсруе). Починав як дипломат у Санкт-Петербурзі (1893), але з невідомих причин незабаром пішов у відставку. Був одруженим із власною кузиною, мав двох синів, але вирізнявся гомосексуальними нахилами, тому його життя супроводжували скандали. Жив у Неаполі, на Капрі, у Лондоні та Флоренції, займався літературою, співпрацював з англійськими журналами. Був близько знайомим із Д. Г. Лоуренсом, але посварився з ним після того, як виявив свій портрет в одному з героїв лоуренсівського роману Флейта Аарона (1922). Дружив із Ґремом Ґріном. Роки Другої світової війни провів у Великій Британії, 1946 року повернувся на Капрі, де був легендарною пам'яткою і де помер.

## Творчість
Славу Дугласу приніс сатиричний роман «Південний вітер» (1917), тему якого підказав автору Джозеф Конрад і високо цінував, серед інших, Набоков. Грем Грін писав, що його покоління виросло на «Південному вітрі», проте сам Дуглас найвище ставив свої книги нотаток про подорожі Грецією, Австрією, Італією, Північною Африкою, Індією та іншими країнами, які, серед іншого, відкрили кільком поколінням англійців італійський. Південь. Часто публікувався під псевдонімами.